# Кидин-Нинуа
Кидин-Нинуа или Шу-Нинуа (c аккад. «Защитник Ниневии», XVIIв. до н. э. — 1554 год до н. э. ) — правитель города Ашшура приблизительно в 1615 — 1601 годах до н. э.

## Биография
Сын Базайа. Судя по имени, был, видимо, ниневийцем. Приблизительно в 1615 году до н. э. стал правителем города Ашшур и правил 14 лет. В 1601 году. до н. э у Кидин-Нинуа родился сын Шарма-Адад II, будущий царь Ассирии.  
В 1554 году до. н. э царь Кидин-Нинуа умер по неизвестной причине. 